# Twisted Edge Extreme Snowboarding
Twisted Edge Extreme Snowboarding est un jeu vidéo de sport de glisse sorti en 1998 sur Nintendo 64. Le jeu a été développé par Boss Game Studios et édité par Midway.